# آرایی
آرایی (به ارمنی: Արայի) یک روستا در ارمنستان است که در استان آراگاتسوتن واقع شده‌است. آرایی در کیلومتری شمال آشتاراک، مرکز استان آراگاتسوتن و ۱۰ کلیومتری جنوب غرب آپاران واقع شده‌است.

## خصوصیات
آرایی ۳۶۸ نفر جمعیت دارد و در ارتفاع ۱۸۵۰ متر بالاتر از سطح دریا قرار گرفته‌است.
| سال   | ۱۸۳۱ | ۱۸۵۲ | ۱۸۵۹ | ۱۸۷۳ | ۱۸۸۶ | ۱۹۱۴ | ۱۹۲۲ | ۱۹۵۹ | ۱۹۷۰ | ۱۹۷۹ | ۲۰۰۱ |
| جمعیت | ۱۸۲  | ۱۶۱  | ۲۹۶  | ۴۵۱  | ۴۷۳  | ۸۴۳  | ۵۶۲  | ۵۹۲  | ۳۸۵  | ۳۳۸  | ۶۳۳  |